# Рогинский, Арсений Борисович
Арсе́ний Бори́сович Роги́нский (30 марта 1946, Вельск, Архангельская область — 18 декабря 2017, Тель-Авив) — российский и советский правозащитник и общественный деятель. Председатель правления правозащитного и благотворительного общества «Мемориал». Независимый исследователь сталинских репрессий. Отец философа Бориса Рогинского.

## Биография
Родился в семье репрессированного инженера из Ленинграда Бориса Залмановича (Соломоновича) Рогинского (1905, Речица — 1951, Ленинград), в месте его ссылки, и Елены Абрамовны Ельяшевич (1907—1995). Племянник физикохимика С. З. Рогинского и психолога Г. З. Рогинского.
Окончил историко-филологический факультет Тартуского университета (1968).
В 1968—1981 годах Рогинский жил в Ленинграде. Работал библиографом в Государственной публичной библиотеке им. М. Е. Салтыкова-Щедрина, затем преподавателем русского языка и литературы в вечерних школах. Учился в заочной аспирантуре Саратовского университета у профессора В. В. Пугачёва.
В 1975—1981 годах составлял и редактировал самиздатские сборники исторических работ «Память», с 1978 года публиковавшиеся за границей.
4 февраля 1977 года на квартире Рогинского был проведён обыск. 16 июня 1977 года ему вынесли предупреждение по Указу Президиума ВС СССР от 25 декабря 1972 года. После повторного обыска (6 марта 1979 года) он был по требованию КГБ уволен из школы, в которой работал. В 1979—1981 годах, чтобы избежать обвинения в «тунеядстве», Арсений Рогинский оформился на службу в качестве литературного секретаря писательницы Н. Г. Долининой и профессора Я. С. Лурье. В апреле 1981 года Рогинскому было настоятельно предложено эмигрировать из СССР, однако он этого не сделал.
12 августа 1981 года арестован, 4 декабря того же года приговорён к 4 годам лишения свободы по обвинению в подделке документов, разрешавших работу в государственных архивах (ч. 2 ст. 196 УК РСФСР, ч. 3 ст. 196 УК РСФСР). В качестве последнего слова на суде произнёс речь «Положение историка в Советском Союзе» (была опубликована газетой «Русская мысль»). Отбыл срок полностью; в 1985 году освобождён, в 1992 году полностью реабилитирован.
В 1988—1989 годах стал одним из основателей историко-просветительского, правозащитного и благотворительного общества «Мемориал», с 1998 года — председатель его правления.
Составитель книги «Воспоминания крестьян-толстовцев. 1910—1930-е годы» (М.: Книга, 1989).
Скончался 18 декабря 2017 года на 72-м году жизни от онкологического заболевания. Свои соболезнования выразили министр иностранных дел Германии Зигмар Габриэль, министр иностранных дел Польши Витольд Ващиковский, многие государственные и общественные деятели. Прощание прошло 22 декабря в здании общества «Мемориал». Похоронен 23 декабря на Введенском кладбище (5 уч.).

## Память
30 марта 2018 года состоялась премьера документального фильма Людмилы Гордон «Право на память», основанного на большом интервью Арсения Рогинского, снятом в 2016 году.

## Награды
- Орден Креста земли Марии II степени (2002, Эстония)[13].
- Орден Заслуг перед Республикой Польша степени кавалера (2005, Польша)[14].
- Орден «За заслуги перед Федеративной Республикой Германия» степени офицера (2010, Германия)[15][16][17].
- Орден Заслуг перед Республикой Польша степени офицера (2010, Польша)[18].
- Орден Заслуг перед Республикой Польша степени Командора со звездой (2017, Польша; посмертно)[7][19].
- Премия Московской Хельсинкской группы за исторический вклад в защиту прав человека и в правозащитное движение (2015)[20].